# Machadobelba neotropica
Machadobelba neotropica är en kvalsterart som beskrevs av P. Balogh 1988. Machadobelba neotropica ingår i släktet Machadobelba och familjen Machadobelbidae. Inga underarter finns listade i Catalogue of Life.